# Richard Estes
Pour les articles homonymes, voir Estes.
Richard Estes, né le 14 mai 1932  Kewanee dans l'Illinois, est un peintre américain représentant l’hyperréalisme aussi appelé le photoréalisme (qui utilise la photo comme base de départ) « aux côtés de Chuck Close, Duane Hanson, Ralph Goings, Malcolm Morley, Audrey Flack, Richard McLean (en), Don Eddy, Robert Cottingam, etc. » dont il se distingue par l'aspect baroque et volontairement virtuose de ses compositions, jouant sur les reflets de toutes sortes et la fragmentation géométrique de l'espace et particulièrement par les surfaces brillantes en acier inoxydable des restaurants, des cabines téléphoniques et des vitrines. Il est reconnu pour ses paysages urbains, son travail de précision et son sens du détail. Il travaille surtout à partir de clichés photographiques qu'il réalise lui-même. Il modifie l'image en peignant, par exemple en ne reproduisant pas les flous occasionnés par les appareils photo dans ces années-là. Il enlève de ces peintures toute trace humaine, ne reproduit pas les déchets ou bien la neige sur ses peintures de paysages urbains. Ses peintures en deviennent plus froides. Estes voulait donner à ces œuvres un aspect encore plus réel que ce que nous pouvons voir en photo ou même à l’œil nu.
Richard Estes est considéré comme le plus grand praticien du groupe international d'artistes photoréalistes.

## Biographie
Né à Kewanee, Illinois, le 14 mai 1932, Richard Estes est l’aîné de deux enfants, et il a une relation étroite avec son jeune frère Robert (1936-1980). Il est le fils de Marie (1908-1988) et William Estes (1902-1971) et la famille vit le petit village agricole de Sheffield (Illinois). « La famille de mon père remonte aux premiers immigrants irlandais dans les années 1860. Les parents de ma mère sont tous les deux nés en Belgique, donc je suis à moitié flamand, bon pour un peintre ».
Son grand-père paternel est forgeron et Estes voit en lui la toile "La Forge de Vulcain", de Diego Vélasquez. Son père opère un garage à Sheffield et ses grands-parents l’encouragent à dessiner. Il fait son école élémentaire à Sheffield. Comme il n’y a pas de cours d’art à cette école, mais qu’il aime bien dessiner, il est considéré comme l’artiste du coin par ses amis. Il reçoit sa première caméra Kodak à l’âge de huit ans. Quatre ans plus tard, sa grand-mère lui donne un ensemble pour développer des photos : plateaux, acides, etc. Il développe alors ses propres films et imprime ses photos dans la chambre noire faite-maison qu’il a dans le sous-sol de la maison familiale.
Vers 1947, alors qu’Estes est en deuxième année de secondaire, la famille déménage à Evanston, dans la banlieue de Chicago. Il se retrouve dans le « high school » le plus grand des États-Unis avec plus de cinq mille étudiants. Il est plutôt solitaire et timide. Il n’aime pas l’école, mais il y a un très bon département d’art.qui le met en contact avec l’art. Comme il dessine bien, il devient l’artiste à qui on demande de décorer une pièce de théâtre ou une performance. Étant originaire d’une petite ville, il n’avait jamais été exposé à l’art et n’avait jamais visité un musée de sa vie. Il découvre alors la musique classique, l’opéra, des compositeurs comme Wagner et Beethoven, grâce aux disques qu’il peut emprunter à la bibliothèque publique de la ville. Pendant cette période il sera plus en contact avec la ville et l’architecture qu’avec les gens. Il avoue : « Je monte dans un autobus ou dans le métro, ou les tramways, j’explore la ville, les anciens palais de cinéma avec des halls d’entrée de la dimension d’une église et avec plusieurs balcons, les boucles avec les gratte-ciel… ». Il termine son secondaire en 1950 et comme, il veut partir pour l’Europe, il travaille pendant un an comme commis aux dossiers pour la Washington Insurance Company pour ramasser l’argent nécessaire pour le voyage.
En mai 1951, il part donc en bateau vers l’Angleterre. Il voyage en Europe pendant quatre mois. Il visite : l’Angleterre, la Belgique, l’Allemagne, l’Italie, la France. Il finit son voyage à Paris où il reste quelques semaines puis décide de retourner à Chicago où, en 1952, il est accepté à l’Art Institute of Chicago. Pendant cette période, il étudie les peintres réalistes comme Chuck Close, Audrey Flack, Ralph Goings et Duane Hanson qui font partie de la collection de l’institut et les galeries d’art de la ville deviennent son professeur. Il reçoit son BFA (Bachelor of Fine Arts) en 1956, il se rend à New York où il vit de petits boulots qui ne le mènent nulle part et, en décembre de la même année, il retourne à Chicago.
À l’été 1958, il déménage de façon permanente à New York où il travaille comme illustrateur et désigner graphique indépendant pendant dix ans pour des magazines comme Popular Science et pour de nombreuses compagnies de publicité de New York et d’Espagne. Pour accomplir ce travail, il commence à utiliser des photographies comme référence. Durant cette période, il n’a que le soir et les weekends pour peindre. Il se met à photographier la ville utilisant une caméra avec des négatifs 4 sur 5 pour et se sert ces photos comme point de départ pour ses peintures. Contrairement à ses pairs, il n’utilise ni projecteurs ni système de grille pour copier ses photos sur la toile. Il utilise la méthode traditionnelle de peinture sur chevalet.
En 1961 et 1962, il voyage de nouveau en Europe puis, de retour à New York, il continue à faire de l’art commercial et obtient des contrats comme la série Vanished de Reader's Digest. Dans ses temps libres, il peint les rues de New York. Vers 1967, il commence à peindre des autos, des vitrines, des devantures de magasins et des réflexions dans les fenêtres. Congédié par une compagnie de publicité, il se met à peindre à temps plein et fait la tournée des galeries pour vendre ses toiles. Il est rejeté partout jusqu’au moment où il se présente ses peintures à Allan Barry Stone (en), qui accepte de le présenter à sa galerie. En 1968, dès sa première exposition, Richard Estes vend toutes ses toiles avant même le vernissage. Son travail est salué par plusieurs de ses pairs, dont Salvador Dali. Cette exposition lui donne rapidement la célébrité et lui procure aussi des revenus suffisants pour peindre à temps plein sans soucis financiers. Une commande organisée par Stone pour Sport Illustrated lui permet de voyager gratuitement à « Boston, Chicago, Détroit, Minneapolis, Montréal, Saint-Louis et San Francisco. En 1969, il fait sa deuxième exposition solo au Allan Stone Gallery qui sera suivie par de nombreuses autres.
En 1971, il reçoit une bourse du National Council for the Arts et la même année, il devient membre associé de la National Academy of Design. En 1972, un portfolio imprimé est produit à l’imprimerie Domberger à Stuttgart, Allemagne : Urban Landscapes I, qui sera suivi de Urban Landscapes II en 1979 et de Landscapes III en 1981. La même année, il fait la rencontre Jose Saenz, du Costa Rica, qui devient son partenaire pendant les vingt-deux années suivantes, jusqu'à sa mort en 1993 ». Côté travail, il élargit le sujet de son travail au-delà de New York avec des peintures telles que Paris Street Scene (1972), photographiées un an plus tôt. En 1973, il loue un grand appartement au The Eldorado surplombant Central Park à New York, appartement qu’il achètera dix ans plus tard et qu’il habite toujours à ce jour. Son père, William Estes, meurt la même année. Vers le milieu des années soixante-dix, les paysages urbains d’Estes sont plus complexes en ce sens que le peintre utilise plusieurs photographies pour créer une seule scène à peindre. De plus, il utilise aussi fes diapositives au lieu de photos parce que « les couleurs sont tellement bonnes». Il acquiert une propriété dans le Maine et y passe beaucoup de temps. Les sujets de son travail incluent maintenant les paysages maritimes de la côte où, contrairement à ses paysages urbains, il n’y a ni édifice, ni affiche, ni cabine téléphonique.
Ayant acquis une renommée dans le monde de l’art, Richard partage son temps entre le Maine, New York et les voyages à travers le monde : Europe, Japon, Inde, Tunisie, et ainsi de suite. Comme il travaille à partir de photos, il peut peindre n’importe où.
En 1976, il réalise son premier autoportrait connu, Double Self-Portrait . Sur cette toile, on le voit poser avec son appareil photo et son trépied dans le reflet d'une vitrine de restaurant. Vers la fin des années 1970, même s’il est un peintre de paysages urbains, il réalise des scènes d’eau comme Venise Imbarcadero a Palazzo Ducale, scènes d’eau qui deviennent plus fréquentes dans son œuvre. En novembre 1980, son frère cadet, Robert Estes décède subitement. Dans les années 1980, il ajoute à ses sujets des scènes de Chicago, de Florence et de Paris. En 1985, la célèbre auteure française Marguerite Yourcenar demande à Estes de peindre son portrait. Sa mère, Marie Estes décède à 80 ans en 1988. En 1989, il passe environ un mois au Japon et il en résulte les tableaux Shinjuku et Six vues d'Edo : Shinjuku III.
Dans les années 1980 et 1990, il peint une série de ponts célèbres dont le Pont-Neuf à Paris, le Tower Bridge de Londres et le pont de Brooklyn. Les années 1990 sont aussi marquées par des œuvres dont la mer est le sujet : ces paysages dépeignent principalement la côte du Maine où Estes vit et travaille quand il n’est pas à sa résidence à New York. En 1993, son partenaire José Saenz meurt au Costa Rica. En 1997, il rencontre son nouveau conjoint, le pianiste Chris Jones. Avec lui, Richard Estes entreprend de nombreux voyages : en Inde (Delhi, Agra, Fatehpur Sikri, Khajuraho, Varanasi, Jaipur et Bombay) (1997), en Turquie (1997), en Amérique du Sud (Cusco, Lima et le spectaculaire Machu Picchu, au Pérou)(1999), en Asie du Sud Est (2003), en Alaska (2004), en Antarctique (2005) (qu’Estes photographie avec une caméra photo argentique et qui a donné une série de peintures), etc.
Dans les années 2000, il revient aux paysages urbains. En 2006, Allan Stone, qui lui a donné sa première chance en 1968 et qui est son revendeur, décède subitement le 15 décembre. L’année suivante, Richard Estes inaugure la Fondation Arcadia sur sa propriété dans le Maine pour financer des résidences d'artistes pendant les mois d'été, chaque année, pour que la tradition de la peinture réaliste se perpétue. « J’ai cette petite fondation où les artistes peuvent venir. L'idée est de mettre à disposition des artistes un atelier, de les inviter pendant deux semaines à un mois pour qu’ils puissent faire leur travail»
Dans les années 2010, il continue à peindre et à parcourir le monde. En 2012, une fête surprise pour souligner des 80 ans, est célébrée à New York par un grand nombre d'amis d'Estes. L’année suivante, il se marie avec Chris Jones sur le Mount Desert Island, dans le Maine. Puis, il visite l’Afrique du Sud (2014) et l’Espagne (2017). Ce n’est qu’en 2015, alors qu’il est âgé de 83 ans, qu’il a sa première et jusqu’à aujourd’hui seule rétrospective au Museum of the City of New York.
Les œuvres de Richard Estes sont conservées dans les collections du Museum of Modern Art à New York, à la National Gallery of Art à Washington, D.C., au Art Institute of Chicago et au High Museum of Art à Atlanta, entre autres ».

## Œuvre
Ses peintures sont souvent décrites comme hyperréalistes, réalistes, néoréaliste, photoréaliste, etc.[réf. nécessaire] Une partie importante de son travail montre des paysages urbains de New York : ce sont des représentations réalistes de Manhattan, avec très peu de personnes sur les rues et les trottoirs. « La forme humaine est pratiquement toujours absente de ses tableaux, qui captent plutôt la vie intrinsèque du paysage urbain moderne. » Sa signature est toujours dans ses peintures, dissimulée dans le décor comme dans une affiche inversée par exemple. Ses toiles sont des reproductions de photographies qu’il prend lui-même. Il a pris des milliers de photos. Il modifie l'image en peignant. Par exemple, il ne reproduit pas les flous occasionnés par les appareils photo dans ces années-là, il enlève toute trace humaine, ne reproduit pas les déchets ou bien la neige sur ses peintures de paysages urbains. Ses peintures en deviennent plus froides. Estes voulait donner à ces œuvres un aspect encore plus réel que ce que nous pouvons voir en photo ou même à l’œil nu. Il utilise régulièrement les réflexions des objets, des personnes sur les vitres, les miroirs, les automobiles, etc. pour étendre la profondeur d’une image. Ses peintures sont toujours à la lumière du jour et arrive à créer une tridimensionnalité sur une toile en deux dimensions.
Quand un journaliste lui a demandé en 2015, combien de temps cela lui prenait de temps pour peindre une toile qui se vend autour de 400 000 $ pièce aujourd’hui, il a répondu : « Environ deux mois et je n’en fais pas plus que quatre par année».

## Œuvres
- 1967 : 
  - Food Shop / Snack-bar, au musée Ludwig, à Cologne
  - Horn and Hardart Automat, collection privée

- 1968 : Apollo, collection de l'artiste

- 1969 : The Candy Store, au Whitney Museum of American Art, à New York

- 1970 : 
  - Nedick's, au musée Thyssen-Bornemisza, à Madrid
  - Drugstore, à l'Art Institute of Chicago

- 1971 : 
  - People's Flowers, au musée Thyssen-Bornemisza, à Madrid
  - Circus Drive-In, collection Hoffmann, à Chicago

- 1972 : 
  - Bus reflections (vue d'Ansonia, Connecticut), collection privée
  - No title (Grant's) (sérigraphie en couleurs), à la galerie nationale d'Australie, Canberra

- 1975 : Central Savings, au Nelson-Atkins Museum of Art, à Kansas City

- 1978 : Baby Doll Lounge

- 1979 : portfolio Urban Landscapes (sérigraphies)

- 1980 : Accademia (vue du pont de l'Académie, à Venise), collection privée
- 1983 : Wall street

- 1986 : View of Barcelona (la Sagrada Familia)

- 1995 : View from Williamsburg Bridge II

- 1997 : Vinelhaven Maine, collection privée

- 1999 : Water taxi, Mount Desert, au Kemper Museum of Contemporary Art, à Kansas City

- 2000 : Market at Broadway and 75th Street

- 2001 : Lunch Specials

- 2002 : Looking East on 31st from 8th Avenue

- 2003 :
  - Broad Street
  - Afternoon Tea in the Village

- 2004 : Times Square, collection privée

- 2005 : 
  - 43rd and Broadway
  - Times Square